# Incitación al genocidio

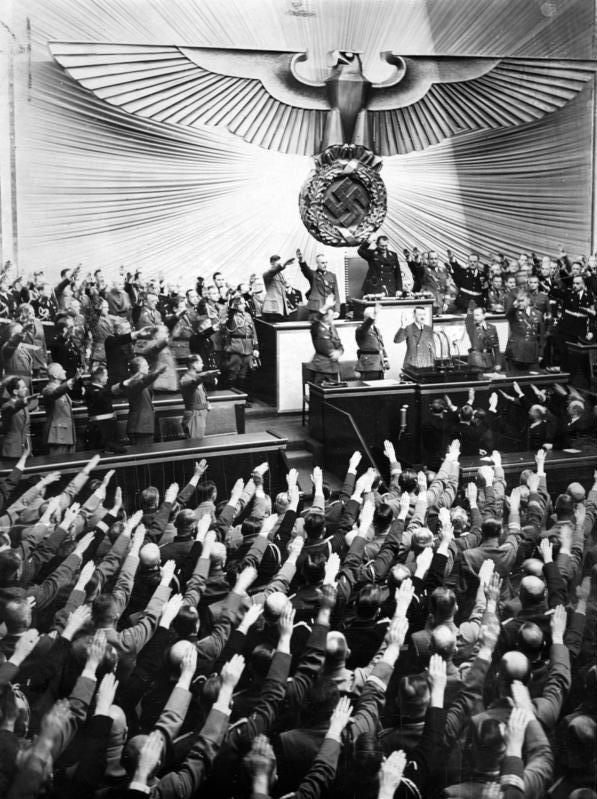
El público hace el saludo nazi durante el discurso de Adolf Hitler del 30 de enero de 1939, en el que amenazó con "la aniquilación de la raza judía en Europa".

La incitación al genocidio es un delito de derecho internacional que prohíbe incitar (alentar) a cometer genocidio. Como forma extrema de discurso de odio, la incitación al genocidio es un delito incipiente y, en teoría, está sujeta a persecución incluso si no se produce genocidio, aunque nunca se han presentado cargos ante un tribunal internacional sin que se haya producido violencia masiva. La Convención para la Prevención y la Sanción del Delito de Genocidio de 1948 prohibió la "incitación directa y pública a cometer genocidio". La incitación al genocidio suele estar camuflada en metáforas y eufemismos, y puede adoptar muchas formas más allá de la defensa directa, como la deshumanización y la acusación en un espejo.

## Definiciones
La Convención para la Prevención y la Sanción del Delito de Genocidio, artículo 3(c), prohíbe la incitación directa y pública a cometer genocidio.  Si se cometiera genocidio, la incitación también podría ser perseguida como complicidad en genocidio, prohibida en el artículo 3(e), sin que la incitación sea necesariamente directa o pública. 

### Incitación
Incitación significa alentar a otra persona a cometer un delito, en este caso genocidio.  La Convención para la Prevención y la Sanción del Delito de Genocidio se interpreta generalmente como que exige "la intención específica de destruir, total o parcialmente, a un grupo protegido".  

### "Directo"
"Directo" significa que el discurso debe tener la intención y entenderse como un llamado a actuar contra el grupo objetivo, lo cual puede ser difícil de probar para la fiscalía debido a diferencias culturales e individuales.  Wilson señala que "directo" no excluye inherentemente los eufemismos, "si la fiscalía puede demostrar que la gran mayoría de los oyentes entendió una forma eufemística de discurso como un llamado directo (en lugar de indirecto, indirecto o velado) a cometer genocidio".  El experto estadounidense en genocidio Gregory Gordon, señalando que la mayoría de las incitaciones no se manifiestan como una orden imperativa de matar al grupo objetivo, recomienda que se incorpore un glosario de técnicas de incitación en los pronunciamientos judiciales. 
'El Tribunal Penal Internacional para Ruanda (TPIR) y Tribunal Penal Internacional para la antigua Yugoslavia (TPIY) llegaron a conclusiones diferentes sobre el enjuiciamiento de la incitación. Según el TPIR, la incitación no requería un llamamiento explícito a la violencia contra el grupo objetivo ni una relación causal entre la violencia posterior y la incitación. El TPIY llegó a la conclusión contraria en el caso Fiscalía c. Kordić, porque «el discurso de odio que no incita directamente a la violencia... no alcanza la misma gravedad» que los crímenes de lesa humanidad. 

### "Público"
La incitación se considera "pública" si se comunica a varias personas en un lugar público o a la población en general por medios como los medios de comunicación.  Sin embargo, la Convención para la Prevención y la Sanción del Delito de Genocidio nunca define el término "público" y no está claro cómo se aplicaría este criterio a las nuevas tecnologías, como las redes sociales basadas en internet.  Jean-Bosco Barayagwiza fue condenado por el Tribunal Penal Internacional para Ruanda por discursos pronunciados en un control de carretera, pero en apelación se dictaminó que estos discursos no se consideraban públicos. 

### Causalidad
La incitación al genocidio es un delito incipiente, ya que técnicamente es perseguible incluso si nunca se cometió genocidio.    Sin embargo, Gordon escribe que «ningún tribunal internacional ha iniciado jamás un proceso por incitación sin que haya existido un genocidio posterior u otra atrocidad a gran escala directamente relacionada».  Wilson señaló que la sentencia contra Jean-Paul Akayesu «parece haber elevado la causalidad a un requisito legal para probar la incitación», ya que establece que «debe haber prueba de un posible nexo causal» entre la presunta incitación y los asesinatos.  Los tribunales afirmaron que la incitación condujo a la violencia, incluso cuando la fiscalía no lo demostró de forma concluyente.  
Davies detalla cuatro beneficios de un enfoque incipiente y separado para procesar la incitación, en lugar de procesar la incitación como parte del delito de genocidio:
- Obviando la difícil tarea de demostrar una conexión causal entre la incitación y la violencia
- Permitir que se acuse a personas de complicidad en la incitación
- Permitir que la incitación al genocidio sea procesada incluso cuando no se pueda demostrar que la violencia resultante haya sido genocida (por ejemplo, en lugar de crímenes de guerra o crímenes contra la humanidad )
- Permitiendo la prevención del genocidio mediante el procesamiento de la incitación, actuando así como un elemento disuasorio del genocidio. [19]

### Cuestiones de libertad de expresión
Definir la incitación al genocidio es importante porque puede entrar en conflicto con la protección de la libertad de expresión. En el caso de Léon Mugesera, un tribunal federal de apelaciones canadiense determinó que su discurso de 1992, en el que afirmaba que los hutus estaban a punto de ser "exterminados por inyenzi o cucarachas", constituía una protección a la libertad de expresión y que los temas del discurso eran "elecciones, coraje y amor". Posteriormente, el Tribunal Supremo de Canadá dictaminó que "existen motivos razonables para creer que el Sr. Mugesera cometió un crimen de lesa humanidad".   Algunos dictadores y líderes autoritarios han utilizado interpretaciones excesivamente amplias de la "incitación" o de los delitos de expresión para encarcelar a periodistas y opositores políticos.  
Gordon argumentó que los beneficios de la libertad de expresión no se aplican en situaciones de violencia masiva porque "el 'mercado de ideas' probablemente se ha paralizado o no funciona correctamente". Por lo tanto, se justifica restringir la libertad de expresión que, de otro modo, no sería punible.  Susan Benesch, defensora de la libertad de expresión, admite que las disposiciones sobre libertad de expresión tienen por objeto proteger la libertad de expresión privada, mientras que la mayor parte o la totalidad del genocidio es promovido por el Estado. Por lo tanto, en su opinión, el enjuiciamiento de la incitación al genocidio debe tener en cuenta la autoridad del orador y su probabilidad de persuadir a la audiencia.   Richard Ashby Wilson observó que quienes han sido procesados por incitación al genocidio y crímenes internacionales conexos "han ido más allá del mero insulto, la difamación y la calumnia para incitar a otros a cometer atrocidades masivas. Además, sus declaraciones suelen ocurrir en el contexto de un conflicto armado, genocidio y un ataque generalizado o sistemático contra la población civil". 

### Definiciones alternativas
Diversos autores han propuesto definiciones e interpretaciones alternativas. En la prueba de Benesch, basada en seis puntos, sobre las "consecuencias razonablemente probables", la determinación de incitación al genocidio requeriría violencia como posible consecuencia del discurso,   lo cual es compatible con la jurisprudencia vigente.  El "Marco de Investigación en Comunicación" de Carol Pauli busca definir situaciones en las que la libertad de expresión puede ser justificadamente vulnerada por interferencias en las transmisiones y otras medidas extrajudiciales para prevenir el genocidio.  Gordon ha abogado por "arreglar el marco existente" reinterpretando o modificando los elementos de incitación, directos, públicos y causales.  Gordon está a favor de eliminar el requisito de ser público, porque "la incitación privada puede ser tan letal, o incluso más, que la pública". 

## Tipos
Susan Benesch dijo: «Los incitadores han utilizado técnicas sorprendentemente similares antes del genocidio, incluso en épocas y lugares tan diferentes como la Alemania nazi en la década de 1930 y Ruanda en la década de 1990».  Gordon ha clasificado los siguientes tipos: 

### Defensa directa
Gordon afirmó que «los llamamientos directos a la destrucción son relativamente raros».  En mayo de 1939, el propagandista nazi Julius Streicher escribió: «Debe emprenderse una expedición punitiva contra los judíos en Rusia. Una expedición punitiva que les provoque el mismo destino que a todo asesino y criminal: pena de muerte y ejecución. Los judíos en Rusia deben ser asesinados. Deben ser exterminados de raíz».  El 4 de junio de 1994, Kantano Habimana transmitió desde RTLM: «Mataremos a los Inkotanyi y los exterminaremos» basándose en sus supuestas características étnicas: «Solo miren su pequeña nariz y luego rómpensela».   Gordon describió las declaraciones del presidente iraní Mahmud Ahmadineyad en 2005, en las que afirmaba que Israel «debe ser borrado del mapa», como un ejemplo de defensa directa. 
El abogado internacional Omer Shatz documentó múltiples ejemplos de defensa directa por parte de líderes israelíes durante la guerra de Gaza. En particular, Shatz citó la exhortación del ministro de Defensa, Yoav Galant, a las tropas israelíes: «Eliminar todo. Si no se logra en un día, se logrará en una semana, semanas o incluso meses, llegaremos a todos los lugares».  El ministro de Finanzas, Bezalel Smotrich, declaró durante un discurso: «No debemos hacer las cosas a medias. Rafah, Deir al-Balah, Nuseirat, exterminio total, borremos la memoria de los amalecitas que viven bajo este cielo». 

### Predicciones
En el caso de los medios de comunicación de Ruanda, se determinó que algunas emisiones de Radio Télévision Libre des Mille Collines (RTLM) que "predijeron la eliminación de las cucarachas " constituían incitación al genocidio. Un ejemplo es la siguiente declaración de Ananie Nkurunziza en RTLM el 5 de junio de 1994: "Creo que nos acercamos rápidamente a lo que yo llamaría el amanecer... el amanecer, porque —para los jóvenes que quizás no lo sepan— el amanecer es cuando amanece. Así, cuando amanezca, cuando llegue ese día, nos encaminaremos hacia un futuro más brillante, hacia el día en que podremos decir: 'No queda ni un solo inyenzi en el país'. El término inyenzi caerá entonces en el olvido y desaparecerá para siempre".  Durante el Genocidio de Bangladés en 1971, Ghulam Azam predijo que los ciudadanos patriotas de Pakistán Oriental "destruirían" a los infiltrados indios: un tribunal determinó que esto constituía incitación. 

### Deshumanización

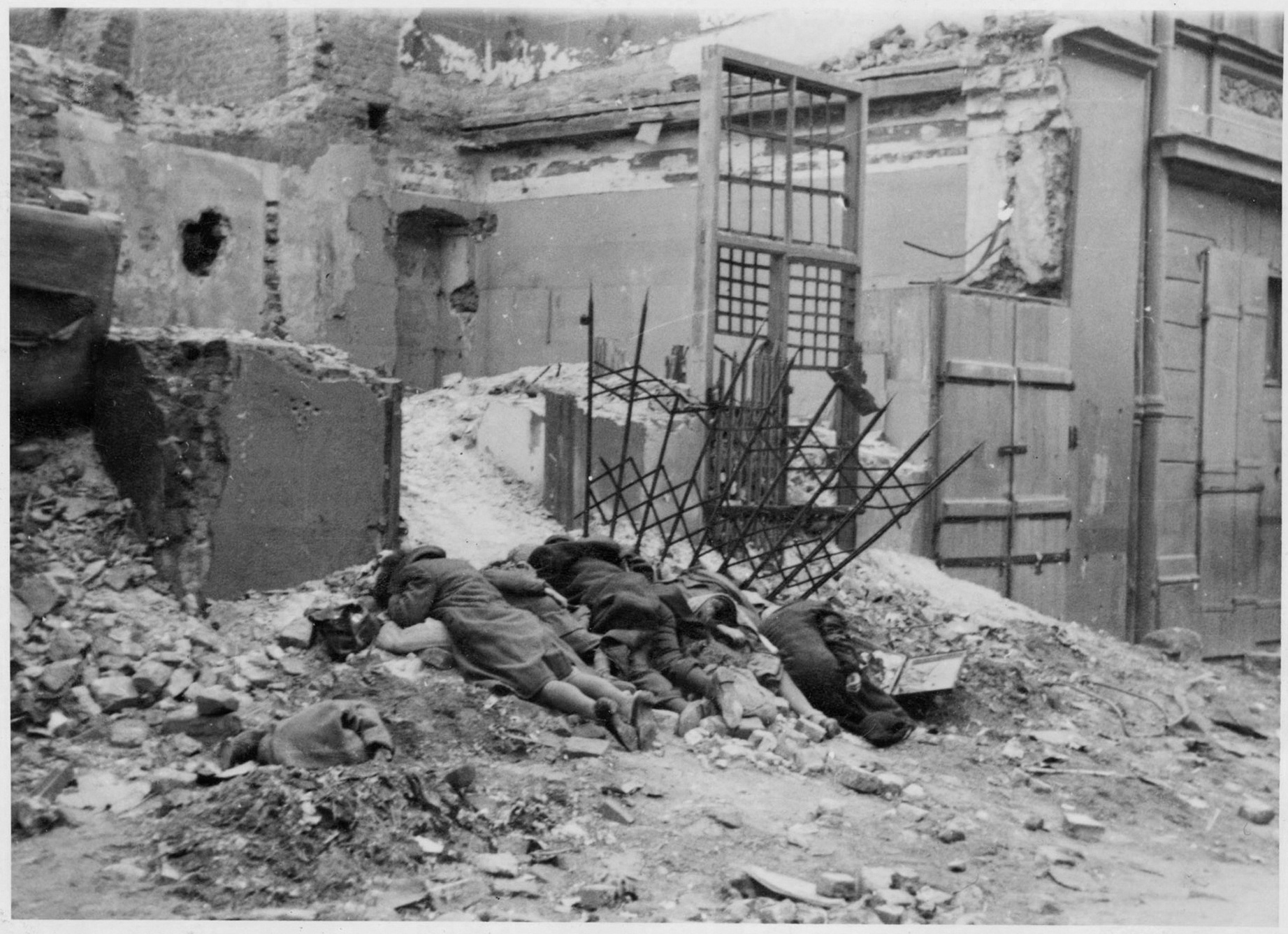
Judíos asesinados durante el levantamiento del gueto de Varsovia, descritos en el Informe Stroop como "bandidos destruidos en batalla".

Según Gordon, la verminización, la patologización, la demonización y otras formas de deshumanización pueden considerarse incitación al genocidio. La verminización clasifica al objetivo como algo «cuyo exterminio se consideraría normal y deseable»,  razón por la cual los líderes hutus solían describir a los tutsis como inyenzi (cucarachas). El propagandista de la RTLM, Georges Ruggiu, se declaró culpable de incitación al genocidio, afirmando que llamar a los tutsis «inyenzi» significaba designarlos como «personas a las que hay que matar».  Gordon escribe que, al igual que la deshumanización, la demonización es «un lenguaje figurado siniestro, pero de naturaleza más fantasmagórica y/o antropocéntrica... [centrada] en demonios, malhechores y otros personajes nefastos».  La patologización significa designar al objetivo como una enfermedad. Según el experto en genocidio Gregory Stanton, esto "expropia la terminología pseudomédica para justificar la masacre [y] deshumaniza a las víctimas como fuentes de suciedad y enfermedad, [propagando] la ética social invertida de los perpetradores".   Shatz describe la deshumanización como "ante todo un proyecto lingüístico, destinado a privar a las personas de sus cualidades humanas, personalidad y dignidad... los humanos no se ven privados de sus derechos. Se les roba su humanidad". Agrega que la mayoría de los genocidios en la historia han sido precedidos por la deshumanización.  Stanton identificó la deshumanización como la tercera de las ocho etapas del genocidio y dijo que "la deshumanización supera la repulsión humana normal contra el asesinato". Stanton y otros han sostenido que la deshumanización es una condición necesaria para el genocidio;  Johannes Lang dijo que su papel está exagerado y que las formas de humillación y tortura que ocurren durante el genocidio ocurren precisamente porque se reconoce la humanidad de las víctimas. 

### Acusación en un espejo
La acusación en un espejo es una afirmación falsa que acusa a la víctima de algo que el perpetrador está haciendo o pretende hacer.   El nombre fue utilizado por un propagandista ruandés anónimo en Note Relative à la Propagande d'Expansion et de Recrutement. Basándose en las ideas de Joseph Goebbels, instruyó a sus colegas a «imputar a los enemigos exactamente lo que ellos y su propio partido planean hacer».    Al invocar la legítima defensa colectiva, la propaganda se utiliza para justificar el genocidio, así como la legítima defensa es una defensa para el homicidio individual.  Susan Benesch afirmó que si bien la deshumanización «hace que el genocidio parezca aceptable», la acusación en un espejo lo hace parecer necesario. 
La táctica es similar a un "tu quoque anticipatorio falso" (una falacia lógica que acusa al oponente de hipocresía ). No se basa en las faltas de las que se podría acusar plausiblemente al enemigo, basándose en la culpabilidad real o estereotipos, ni implica ninguna exageración, sino que refleja fielmente las intenciones del perpetrador. La debilidad de la estrategia reside en que revela las intenciones del perpetrador, quizás antes de que pueda llevarse a cabo. Esto podría permitir la intervención para prevenir el genocidio o, alternativamente, ayudar a procesar la incitación al genocidio.  Kenneth L. Marcus escribió que, a pesar de sus debilidades, los perpetradores de genocidio (incluidos nazis, serbios y hutus) utilizan con frecuencia esta táctica debido a su eficacia. Afirmó que los tribunales deberían considerar una acusación falsa de genocidio por parte de un grupo contrario para satisfacer el requisito "directo", ya que es un "presagio casi invariable de genocidio". 

### Eufemismo y metáfora
Los perpetradores a menudo recurren a eufemismos o metáforas para ocultar sus acciones.  Durante el genocidio de Ruanda, los llamados a "ir a trabajar" se referían al asesinato de tutsis.   En el caso del Fiscal contra Nyiramasuhuko, et al. (2015), dos acusados habían pedido a otros que "barrieran la tierra afuera".  La Sala de Primera Instancia del Tribunal Penal Internacional para Ruanda (TPIR) sostuvo que esto constituía una incitación al genocidio, porque los oyentes "entendieron las palabras... 'barrer la tierra', en el sentido de que necesitaban matar tutsis".  De manera similar, en la Alemania nazi se usaron eufemismos como Solución final, Sonderbehandlung y "reasentamiento en el Este" para referirse al asesinato en masa.  Según William Schabas, "La historia del genocidio muestra que quienes incitan al crimen hablan con eufemismos". 

### Justificación
Justificar las atrocidades que se cometen puede considerarse una incitación al genocidio. Por ejemplo, los propagandistas nazis insistieron repetidamente a los posibles perpetradores que las "masacres, torturas, marchas de la muerte, esclavitud y otras atrocidades" se llevaban a cabo de forma "humanitaria". Según W. Michael Reisman, "en muchos de los crímenes internacionales más atroces, muchos de los individuos directamente responsables operan dentro de un universo cultural que invierte nuestra moralidad y eleva sus acciones a la más alta forma de defensa de un grupo, una tribu o una nación".  

### Elogiando la violencia del pasado
Elogiar a los autores de atrocidades consumadas puede ser una forma de incitación. El locutor de RTLM, Georges Ruggiu, agradeció a los "valientes combatientes" que supuestamente libraban una "batalla" contra civiles tutsis. Eliézer Niyitegeka, ministro de transporte, agradeció a las milicias su "buena labor". 

### Haciendo preguntas
En el genocidio de Ruanda, las transmisiones por altavoz de Simon Bikindi a la milicia preguntando "¿Han matado a los tutsis aquí?" contribuyeron a la conclusión de que había habido incitación al genocidio. 

### Defensa condicional
En enero de 1994, Hassan Ngeze escribió un artículo en el que afirmaba que si las milicias tutsis atacaban, «no quedaría ninguno en Ruanda, ni siquiera un solo cómplice. Todos los hutus están unidos». El TPIR determinó que esto constituía una incitación al genocidio, aunque era condicional. 

### Confusión entre objetivo y simpatizante
Durante un genocidio, los miembros del grupo mayoritario que ayudan o simpatizan con el grupo objetivo también son perseguidos. Por ejemplo, durante el Holocausto, los no judíos que ocultaban judíos o simplemente se oponían al genocidio fueron asesinados. En Ruanda, los hutus que se opusieron al genocidio fueron tildados de "traidores" y asesinados.   Mahmud Ahmadineyad también amenazó a los simpatizantes de Israel, declarando: "Cualquiera que reconozca a Israel arderá en el fuego de la furia de la nación islámica". 

## Causando genocidio
Según Susan Benesch, la evidencia más sólida de una conexión causal entre la incitación y el genocidio se encuentra en casos donde hay una amplia participación civil en los asesinatos (como en Ruanda o el Holocausto nazi) y donde el grupo objetivo convive con un grupo mayoritario, lo que requiere la aquiescencia de dicho grupo para que ocurra el genocidio.  Frank Chalk y Kurt Jonassohn escribieron que «para llevar a cabo un genocidio, el perpetrador siempre ha tenido que organizar primero una campaña que redefiniera al grupo víctima como inservible, ajeno a la red de obligaciones mutuas, una amenaza para el pueblo, pecadores inmorales y/o infrahumanos». 
Larry May argumenta que la incitación al genocidio constituye una prueba de intención genocida  y que los incitadores (junto con los planificadores) son más responsables del genocidio resultante que los simples participantes en el asesinato . Cree que la incitación debería ser procesada con mayor severidad que la participación de personas sin liderazgo por esta razón, y porque «el delito en cuestión no es simplemente el acto individual de matar o causar daño, sino más bien el delito colectivo de intentar destruir a un grupo protegido ». 

## Tratados internacionales
Basándose en el precedente del propagandista nazi Julius Streicher, condenado por crímenes de lesa humanidad por el Tribunal Militar Internacional en 1946, la Convención para la Prevención y la Sanción del Delito de Genocidio (1948), artículo 3, prohibía la incitación directa y pública a cometer genocidio.  Durante el debate sobre la convención, el delegado soviético argumentó que era imposible que cientos de miles de personas cometieran tantos crímenes sin haber sido incitadas a hacerlo y que los incitadores, los verdaderos responsables de las atrocidades cometidas, debían comparecer ante la justicia.  Varios delegados apoyaron una disposición que penalizara el propaganda de odio incluso si no incitaba directamente a la violencia. El Proyecto de la Secretaría exigía la penalización de toda forma de propaganda pública que, por su carácter sistemático y odioso, tienda a provocar el genocidio o a hacerlo aparecer como un acto necesario, legítimo o excusable.  Sin embargo, Estados Unidos se mostró reacio a tipificar como delito la incitación al genocidio debido a preocupaciones sobre la libertad de prensa,  y se opuso a cualquier disposición que se considerara demasiado amplia y susceptible de infringir la libertad de expresión. 
La Convención Internacional sobre la Eliminación de todas las Formas de Discriminación Racial (1965) prohíbe «toda difusión de ideas basadas en la superioridad o el odio racial, la incitación a la discriminación racial, así como todos los actos de violencia o la incitación a tales actos contra cualquier raza o grupo de personas de otro color u origen étnico».  Uno de los tratados más ampliamente ratificados, el Pacto Internacional de Derechos Civiles y Políticos (1966), también prohíbe la «propaganda de guerra» y la «apología del odio nacional, racial o religioso que constituya incitación a la discriminación, la hostilidad o la violencia» (lo que podría entrar en conflicto con un artículo independiente que aboga por la libertad de expresión ).  Sin embargo, según Wilson, muchos países firmaron estos tratados para mantener una fachada de respeto por los derechos humanos mientras violaban sus disposiciones, y existe poca aplicación internacional efectiva de los derechos humanos fuera del Tribunal Europeo de Derechos Humanos. No se celebraron más juicios por incitación al genocidio hasta casi cincuenta años después de la ratificación de la Convención para la Prevención y la Sanción del Delito de Genocidio. 
Desde 1998, la incitación al genocidio también está prohibida por el artículo 25(3)(e) del Estatuto de Roma de la Corte Penal Internacional.   Según el Estatuto de Roma, la incitación no es un delito en sí mismo ni un delito incipiente, como se consideró en procesos anteriores, sino simplemente una posible forma de participación criminal en el genocidio. Thomas Davies sostiene que este cambio reduce la probabilidad de que un autor sea considerado responsable de la incitación. 

## Jurisprudencia

### Juicios de Núremberg

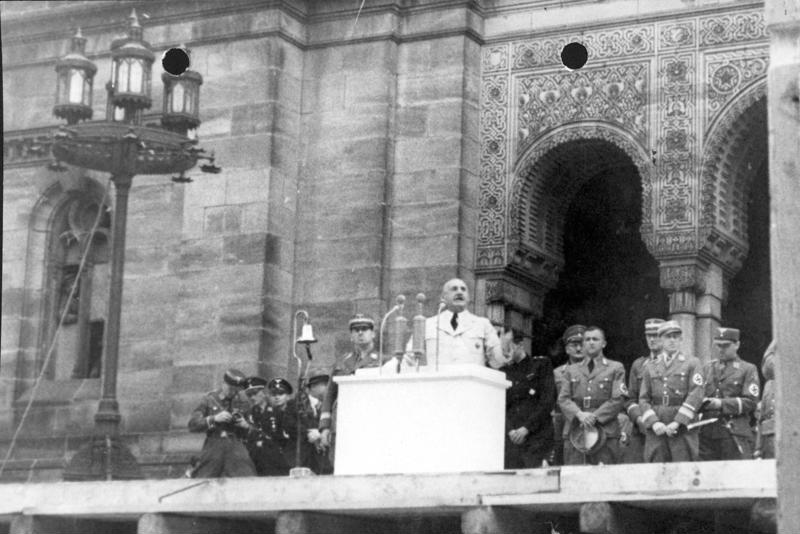
Streicher en la manifestación de Núremberg de 1938 antes de la destrucción de la sinagoga Hans-Sachs-Platz

Julius Streicher, fundador, editor y director de Der Stürmer, fue declarado responsable de artículos antisemitas que se referían a los judíos como «un parásito, un enemigo y un malhechor, un propagador de enfermedades» o «plagas de langostas que deben ser exterminadas por completo».  Continuó publicando artículos antisemitas incluso después de enterarse del asesinato en masa de judíos en la Unión Soviética ocupada.  La fiscalía argumentó que «Streicher ayudó a crear, mediante su propaganda, la base psicológica necesaria para llevar a cabo un programa de persecución que culminó en el asesinato de seis millones de hombres, mujeres y niños».  Debido a que los artículos de Streicher «incitaban al pueblo alemán a la persecución activa» y al «asesinato y exterminio», fue condenado por crímenes de lesa humanidad por la IMT en 1946. 
Hans Fritzsche fue jefe de la División de Prensa Alemana del Ministerio del Reich para la Ilustración Pública y Propaganda de Joseph Goebbels desde 1938. En este puesto, impartía instrucciones a los periódicos alemanes sobre qué informar.  Según la fiscalía del IMT, Fritzsche «incitó y alentó la comisión de crímenes de guerra falsificando deliberadamente noticias para despertar en el pueblo alemán las pasiones que lo llevaron a cometer atrocidades». Fritzsche fue absuelto porque el tribunal «no estaba dispuesto a sostener que [sus emisiones] pretendían incitar al pueblo alemán a cometer atrocidades contra los pueblos conquistados».  El fiscal de Núremberg, Alexander Hardy, declaró posteriormente que las pruebas que no estaban a disposición de la fiscalía en ese momento demostraban que Fritzsche no solo conocía el exterminio de judíos europeos, sino que también «jugó un papel importante en la comisión de [los crímenes nazis]», lo que habría resultado en su condena.  Fritzsche fue posteriormente clasificado como Grupo I (delincuentes mayores) por un tribunal de desnazificación que le impuso la pena máxima, ocho años de prisión.  
Otto Dietrich no fue juzgado en el juicio principal de Núremberg, pero fue condenado por crímenes de lesa humanidad en el Juicio de los Ministerios, uno de los juicios de Núremberg posteriores.  Según Hardy, Dietrich "más que nadie, fue responsable de presentar al pueblo alemán la justificación para liquidar a los judíos".  Hardy señaló que Dietrich no solo controlaba Der Stürmer, sino también otros 3.000 periódicos y 4.000 publicaciones periódicas con una circulación combinada de más de 30 millones.  La sentencia en su contra señaló que llevó a cabo "una campaña bien pensada, repetida a menudo y persistente para despertar el odio del pueblo alemán contra los judíos" a pesar de la falta de llamamientos directos a la violencia hechos por él. 

### Tribunal Penal Internacional para Ruanda
El TPIR acusó a tres personas de incitación al genocidio en el llamado Caso de los Medios de Comunicación de Ruanda: Hassan Ngeze, Ferdinand Nahimana y Jean-Bosco Barayagwiza. Todos fueron condenados. Los jueces afirmaron que «el poder de los medios de comunicación para crear y destruir valores humanos fundamentales conlleva una gran responsabilidad. Quienes controlan dichos medios son responsables de sus consecuencias». Señalaron que «sin un arma de fuego, un machete ni ningún otro arma física, causaron la muerte de miles de civiles inocentes». La fiscalía logró demostrar que se hicieron llamamientos «directos» al genocidio a pesar del uso de eufemismos como «vayan a trabajar» para asesinar a tutsis. Tras una apelación, la condena de Barayagwiza fue anulada porque no había controlado los medios de comunicación mientras ocurría el genocidio. Sin embargo, Barayagwiza seguía siendo culpable de «instigación a la perpetración de actos de genocidio» y crímenes de lesa humanidad.  

### Tribunal Penal Internacional para la ex Yugoslavia
El TPIY se centró en el enjuiciamiento de delitos distintos del genocidio, ya que consideraba que el discurso de odio ocurrido durante el genocidio bosnio no cumplía con el estándar legal de incitación al genocidio.  El político serbio Vojislav Šešelj fue acusado de crímenes de lesa humanidad, incluyendo "propaganda de guerra e incitación al odio hacia personas no serbias".  El político serbio Radovan Karadžić fue condenado por "participar en una Eempresa criminal conjunta para cometer crímenes de lesa humanidad a partir de sus discursos y emisiones públicas".  Dario Kordić y Radoslav Brđanin también fueron condenados por delitos de instigación a la violencia en discursos públicos. 

### Jurisprudencia nacional
El Tribunal de Crímenes Internacionales de Bangladesh abordó el tema de la incitación en el juicio de Ghulam Azam, quien fue líder de Jamaat-e-Islami durante la Guerra de Liberación de Bangladesh. Fue acusado de 28 cargos de incitación al genocidio y crímenes de lesa humanidad, incluyendo denunciar a hindúes y bengalíes como enemigos del islam y pedir su "erradicación del suelo de Pakistán Oriental". El Tribunal determinó que Azam "expresó odio y sentimiento comunitario hacia la comunidad hindú con la intención de destruir o deportar a este grupo religioso del país", y que muchas de sus declaraciones "constituían una clara incitación a cometer crímenes de lesa humanidad y genocidio". Azam fue condenado a 20 años de prisión. 
En 2016, un tribunal ruandés condenó a Léon Mugesera por incitación al genocidio e incitación al odio étnico a raíz de su discurso de 1992.  Otro tribunal ruandés condenó a Beatrice Munyenyezi por incitación en 2024 por alentar a miembros de milicias a matar tutsis. 

## Contrarrestar la incitación
La inclusión de la incitación en la Convención para la Prevención y la Sanción del Delito de Genocidio tenía como objetivo prevenir el genocidio.  Como se declaró en la sentencia del caso Fiscal contra Kalimanzira, «la naturaleza incipiente del delito permite la intervención en una etapa más temprana, con el objetivo de prevenir la ocurrencia de actos genocidas».  Irwin Cotler afirmó que los esfuerzos para aplicar la Convención para la Prevención y la Sanción del Delito de Genocidio en casos de incitación incipiente «han demostrado ser manifiestamente inadecuados».  Alternativamente, el procesamiento por incitación una vez concluido el genocidio podría tener un efecto disuasorio sobre quienes planean cometer el delito, pero la eficacia de los juicios penales internacionales como elemento disuasorio es cuestionada.  Sin embargo, la disuasión es menos eficaz cuando la definición del delito es controvertida e indefinida. 
Además de los procesos judiciales, es posible realizar intervenciones no judiciales (denominadas "intervención informativa") contra la incitación, como la interferencia de las frecuencias de radiodifusión utilizadas para difundir la incitación o la difusión de discursos contrarios al genocidio.  Las cuentas de redes sociales y sitios web que incitan al genocidio (como los utilizados por el Estado Islámico para difundir propaganda) pueden ser cerrados y desconectados. Sin embargo, los propagandistas pueden eludir estos métodos creando nuevas cuentas o cambiándose a un servicio de alojamiento web diferente.  Como alternativa a la censura directa, Google desarrolló un "Método de redireccionamiento" que identifica a las personas que buscan material relacionado con el Estado islámico y las redirige a contenido que contrapone sus narrativas. 